# Powstanie Białego Lotosu
Powstanie Białego Lotosu – chłopskie powstanie w północno-zachodnich Chinach w latach 1796–1805, wywołane przez Stowarzyszenie Białego Lotosu, millenarystyczną sektę buddyjską; kończy okres świetności dynastii Qing.

## Tło i przyczyny
Pod koniec panowania cesarza Qianlonga, dynastia Qing osiągnęła szczyt potęgi, co potwierdziły m.in. zwycięstwa nad Dżungarami w kotlinie Dżungarskiej, w Xinjiangu. W Chinach Właściwych struktura militarna była jednak dość słaba, oparta na powiatowych garnizonach wojsk Zielonego Sztandaru i chorągwi mandżurskich, nieposiadających realnej kontroli nad terenami wiejskimi. Wykorzystując niezadowolenie społeczne, charyzmatyczni przywódcy byli w stanie poderwać ludzi do walki, jak Wang Lun w 1774 w Shandongu. Słabość państwa była szczególnie dotkliwa na górzystych, ubogich terenach pogranicza prowincji, jak np. między Syczuanem, Henan i Shaanxi. Na obszarach tych władzę sprawowali lokalni urzędnicy i naczelnicy wiosek, a często także przemytnicy soli i bandyci grasujący na szlakach handlowych.
Na ubogich terenach, zamieszkałych w dużej mierze przez niedawnych imigrantów,  sektom millenarystycznym, jak Stowarzyszenie Białego Lotosu, które łączyło treści buddyjskie, taoistyczne i manichejskie, szczególnie łatwo było pozyskać wiernych wśród zdesperowanych chłopów, zwłaszcza przy użyciu antymandżurskiej retoryki. Na pograniczach, w góry pchała osadników presja populacji, przez co powstawały chaotyczne i mobilne społeczności, wśród których nie funkcjonowały tradycyjne metody kontroli społecznej, brak było np. uczonych-ziemian, tworzących tradycyjną elitę wiejską. Przykładowo, na pograniczu Syczuanu i Shaanxi, połowa osadników była z Hunanu i Hubei, a kolejne 30–40%  z Guangdongu, Anhui i Jiangxi. Stowarzyszenie rekrutowało potajemnie, obiecując nadejście mesjasza-zbawcy (buddy Maitrei), a bardziej przyziemnie - magiczną ochronę przed ciosami bronią.
Stowarzyszenie miało też wśród swoich członków przedstawicieli lokalnych elit, w tym niższych urzędników rządowych; przyjmowało też kobiety, w konfucjańskim społeczeństwie na ogół wykluczane z szerokiego życia społecznego. Sekta powoływała się też na – mniej lub bardziej prawdziwe – pochodzenie od rebeliantów Białego Lotosu, którzy pod koniec XIV w. przyczynili się do obalenia mongolskiej dynastii Yuan.

## Przebieg
Powstanie miało charakter powszechnej rebelii chłopskiej, ruchu masowego, bez jasno nakreślonych celów politycznych czy społecznych. Spodziewając się od 1793 kłopotów, władze zarządziły śledztwo w sprawie sekty Białego Lotosu, co sprowokowało wybuch w lutym 1796. Powstanie szybko ogarnęło północne Hubei, a następnie całe pogranicze Hubei-Syczuan-Shaanxi. Rebelianci nie próbowali utrzymać zdobytych miast i centrów administracyjnych – po łupieżczych wyprawach w doliny, chronili się w trudno dostępne góry i zażarcie bronili swych wiosek. Wykorzystywali taktykę partyzancką, w razie zagrożenia rozpraszając się i wracając do wsi.
Walkę prowadzili głównie chłopi uprawiający rozmaite sztuki walki, sprzymierzeni z bandytami, przemytnikami i fałszerzami (szacuje się, że ci „sojusznicy” sekty ok. 1800 stanowili w rzeczywistości nawet 90% uczestników rebelii). Główną siłą były bandy guolu, istniejące wcześniej organizacje na pół bandyckie, a na pół mające formę oddolnie organizowanej samoobrony (z regularnymi oddziałami samoobrony tuan często współistniały żerując na wsiach, ale równocześnie je chroniąc i zapewniając namiastkę organizacji społecznej).
Próby zduszenia rebelii siłą nie powiodły się, a brutalne akcje pacyfikacyjne tylko zantagonizowały chłopów, którzy już wcześniej twierdzili, że to nadużycia  urzędników popchnęły ich do buntu. Wszechmocny faworyt cesarza Qianlonga, Heshen, wykorzystał i tę okazję, by zagarnąć bogactwa, m.in. oszukując na dostawach dla wojska. Duże jednostki cesarskie działały nieskutecznie i pozbawione były lokalnego wsparcia i informacji; ich brutalność została uwieczniona w nadanym im przezwisku „stowarzyszenie czerwonego lotosu”. Gubernator Hubei w 1796 zanotował, że oddziały rządowe zabiły dziesiątki tysięcy chłopów, a rebelia tylko  wzrosła w siłę. Inny urzędnik pisał: Powstańcy to nasi poddani. Nie pochodzą z jakiś plemion zewnętrznych... nie można nakreślić ich granicy, ani poznać po charakterystycznym stroju czy języku.... Gdy zbierają się i walczą z rządem, są rebeliantami; gdy się rozproszą i odejdą, znów  są cywilami.
Ostatecznie konieczne było sprowadzenie oddziałów chorągwianych z Mandżurii (ok.7000 ludzi) i oddziałów Zielonego Sztandaru z Yunnanu i Guizhou. Ponieważ równocześnie trwało powstanie Miao w Hunanie, dynastia zmuszona była dzielić siły (przesunięcie oddziałów z Hubei do tłumienia rebelii w Hunanie ułatwiło działania rebeliantom Białego Lotosu na początku powstania).
Najważniejsza była jednak mobilizacja lokalnych milicji, które pod przywództwem lokalnych ziemian dbały o to, by na spacyfikowanych terenach rebelia nie wybuchła na nowo. Ponieważ oddziały regularne były w stanie bronić jedynie większych miejscowości, chłopów organizowano w oddziały, zwane tuan, w oparciu o wcześniej istniejący system baojia; każdy tuan wznosił (lub odbudowywał wcześniej istniejący) niewielki fort w naturalnie obronnej okolicy i tam gromadził zapasy i dobra atrakcyjne dla rebeliantów. Z rozproszonych domów, chłopów przenoszono na koszt rządu, do ufortyfikowanych wsi; we wsiach takich tworzono, pod ścisłym nadzorem urzędników, oddziały samoobrony, szkolone przez zawodowych żołnierzy. By zachować defensywny charakter takich milicji, nie więcej niż połowa oddziału mogła brać udział w ekspedycjach na pomoc sąsiednim, zaatakowanym wsiom. Fortów i umocnionych wsi, oprócz członków milicji, broniły lokalnie wynajmowane oddziały najemne – jako trudne do kontroli, były jednak przez rząd traktowane podejrzliwie.
Dziesięcioletnie powstanie pochłonęło co najmniej 100 tys. ofiar.

## Skutki
Na stłumienie rebelii wydano ok. 120 mln liangów srebra, powodując deficyt w miejsce nadwyżki, jaka była w skarbcu pod koniec panowania cesarza Qianlonga. Konieczne były szerokie relokacje wojsk, a powstańcy wciąż, choć na mniejszą skalę, działali, być może przyczyniając się do wybuchu następnego powstania, Ośmiu Trygramów. Rozproszeni członkowie sekty Białego Lotosu mogli mieć wpływ na powstanie Czerwonych Włóczni czy Nian.
Rebelia nie była dość duża, ani nie miała wystarczająco scentralizowanego przywództwa, by zagrozić dynastii Qing; obnażyła jednak jej słabości, poderwała zaufanie do władzy i przyczyniła się do kryzysu ekonomicznego. Wykazała słabość oddziałów chorągwianych i armii Zielonego Sztandaru, które okazały się niezdolne do jej samodzielnego zniszczenia. Stosunkowo trwałym wynikiem powstania była szeroka mobilizacja milicji lokalnych i oddziałów samoobrony; część z nich wcielono do oddziałów regularnych, ale zwyczaj ich powoływania stał się powszechny, co odegrało ważną rolę w następnych rebeliach dziewiętnastowiecznych.
Powstanie cytował jako przykład słabości Chin qingowskich Hong Liangji, wskazując na korupcję, rozwarstwienie społeczne, nadmierny wzrost demograficzny jako zagrożenia dla państwa. Skazany na śmierć za krytykę skorumpowanego Heshena, został ułaskawiony przez następnego cesarza, a jego prace były pionierskie dla wielu uczestników późniejszego ruchu samoumocnienia.